# Zwartkopsijs
De zwartkopsijs ( Spinus notatus synoniem: Carduelis notata) is een zangvogel uit de familie van vinkachtigen (Fringillidae).

## Verspreiding en leefgebied
Deze soort telt 3 ondersoorten:
- S. n. notata: oostelijk en centraal Mexico en noordelijk Guatemala.
- S. n. forreri: westelijk Mexico.
- S. n. oleacea: van Belize tot noordelijk Nicaragua.